# Curtilles
Curtilles (toponimo francese) è un comune svizzero di 309 abitanti del Canton Vaud, nel distretto della Broye-Vully.

## Storia

### Simboli
Lo stemma di Curtilles è stato adottato negli anni Venti del XX secolo.
Riprende lo stemma della famiglia Curtilles (d'azur, à trois étrilles d'argent, emmanchées d'or), emigrata nel XIV secolo a Vevey, con una modifica della posizione delle striglie poste in sbarra invece che in palo.

## Monumenti e luoghi d'interesse

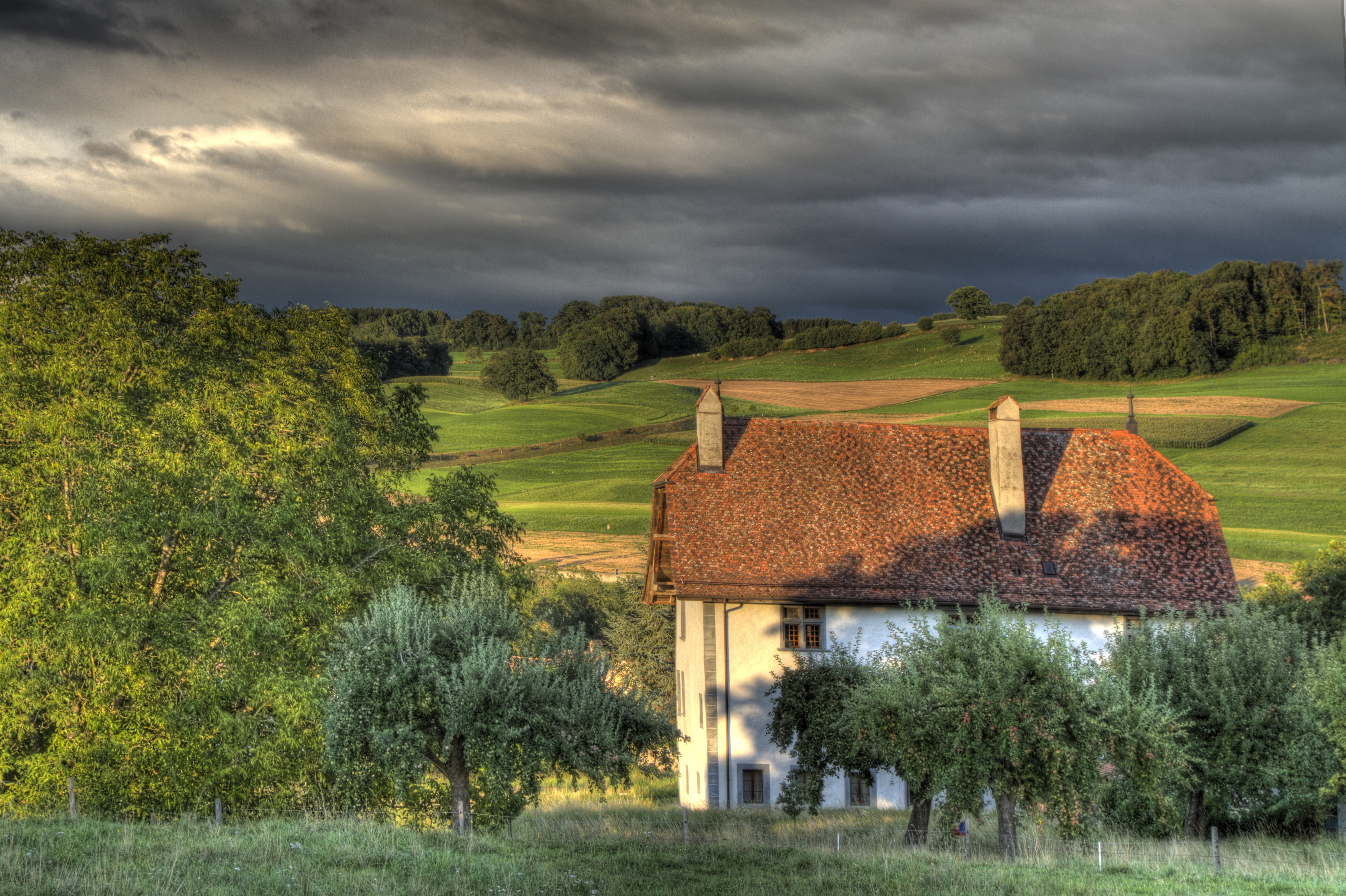
Il castello di Curtilles

- Chiesa riformata di San Pietro, eretta nel 1050 e ricostruita nel XVI e nel XIX secolo[2];
- Castello di Curtilles, eretto nel 1170[2].

## Società

### Evoluzione demografica
L'evoluzione demografica è riportata nella seguente tabella:
Abitanti censiti

## Amministrazione
Ogni famiglia originaria del luogo fa parte del cosiddetto comune patriziale e ha la responsabilità della manutenzione di ogni bene ricadente all'interno dei confini del comune.